# Campylospermum calanthum
Campylospermum calanthum är en tvåhjärtbladig växtart som först beskrevs av Ernest Friedrich Gilg, och fick sitt nu gällande namn av Farron. Campylospermum calanthum ingår i släktet Campylospermum och familjen Ochnaceae. Inga underarter finns listade i Catalogue of Life.